# Garden City, Kansas
Garden City là một thành phố thuộc quận Finney, tiểu bang Kansas, Hoa Kỳ. Năm 2010, dân số của xã này là 26658 người.

## Dân số
Dân số các năm:
- Năm 2000: 28451 người
- Năm 2010: 26658 người